# Knollwood (Texas)
Knollwood város az USA Texas államában, Grayson megyében. Lakosainak száma 764 fő (2020. április 1.).

## Népesség
A település népességének változása:
| Lakosok száma | 375  | 226  | 764  |
|               | 2000 | 2010 | 2020 |